# Fütyülőludak
A fütyülőludak (Dendrocygnini) nemzetsége a récefélék (Anatidae) családjába és a fütyülőlúdformák (Dendrocygninae) alcsaládjába tartozik.

## Rendszerezés
A nemzetségbe jelenleg egyetlen nem, a Dendrocygna 8 faja tartozik:
- apáca-fütyülőlúd (Dendrocygna viduata)
- piroscsőrű fütyülőlúd (Dendrocygna autumnalis)
- gyöngyös fütyülőlúd (Dendrocygna guttata)
- pálmafütyülőlúd (Dendrocygna arborea)
- sujtásos fütyülőlúd (Dendrocygna bicolor)
- sarlós fütyülőlúd (Dendrocygna eytoni)
- vándorfütyülőlúd (Dendrocygna arcuata)
- bengáli fütyülőlúd (Dendrocygna javanica)